# Otto Schulz (SS-Mitglied)

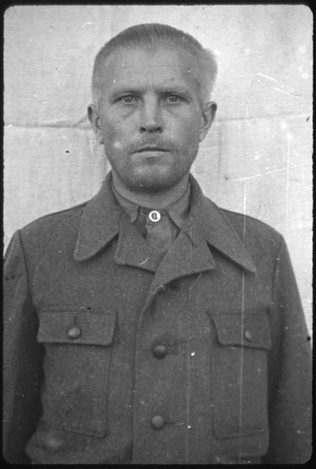
Otto Schulz in amerikanischer Internierung (1945)

Otto Schulz (* 11. Oktober 1903 in Hirschfeldau; † nach 1953) war ein deutscher SS-Untersturmführer und Betriebsleiter der Deutschen Ausrüstungswerke in Dachau.

## Biografie
Schulz, Zimmermann von Beruf, war verheiratet und Vater dreier Kinder. Im Januar 1942 wurde er Mitglied der Waffen-SS und absolvierte eine kurze militärische Ausbildung im KZ Dachau. Zum 1. Mai 1943 wurde er zum Untersturmführer befördert (SS-Nummer 220.324). Vom 20. Februar 1943 bis Ende April 1945 war er Betriebsleiter eines Kommandos von 600 Häftlingen des SS-eigenen Betriebes Deutsche Ausrüstungswerke in Dachau, dem ab 1940 die Betriebe und Werkstätten des KZ Dachau unterstellt waren. Seine Aufgabe dort war die Überwachung des Betriebsablaufes sowie die Sicherstellung der technischen Voraussetzungen für die Munitionsproduktion.

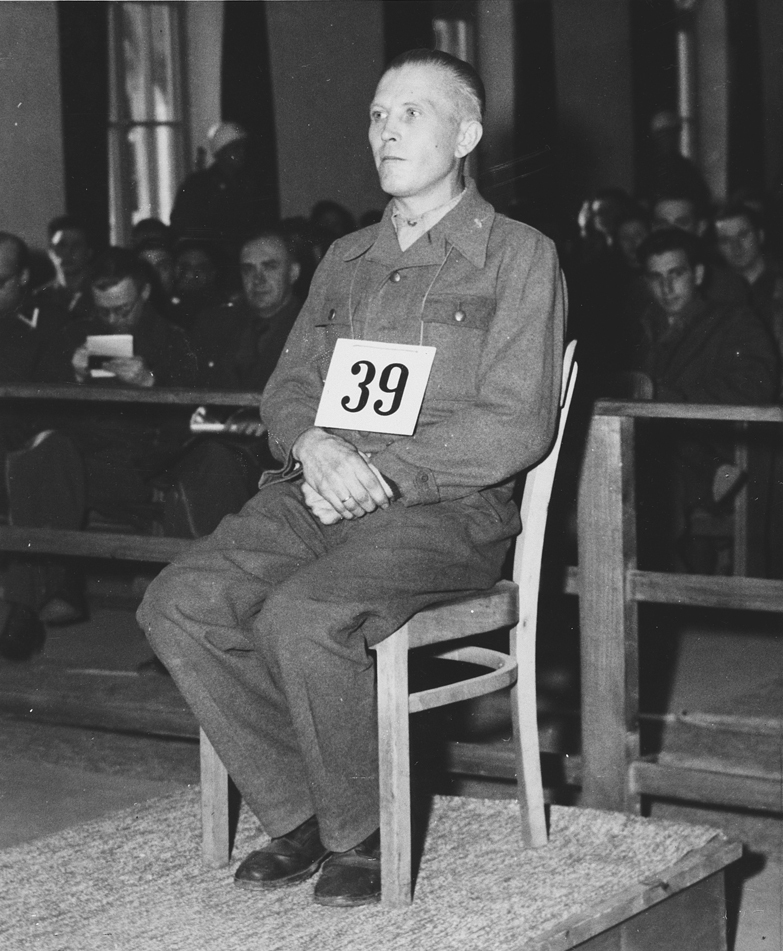
Gerichtsfoto (November 1945)

Nach seiner Festnahme wurde Schulz am 15. November 1945 im Dachau-Hauptprozess, der im Rahmen der Dachauer Prozesse stattfand, aufgrund der Anklage von Kriegsverbrechen vor ein amerikanisches Militärgericht gestellt. Am 13. Dezember 1945 wurde Schulz mit 35 weiteren Angeklagten zum Tod durch den Strang verurteilt, die Todesstrafe wurde jedoch später in eine zwanzigjährige Haftstrafe umgewandelt und dann weiter reduziert. Beim Urteil wurden als individuelle Exzesstaten bei Schulz die Misshandlung von Häftlingen, unter anderem durch Schlagen und schikanöses Verhalten, berücksichtigt. Schulz führte zu seiner Verteidigung an, dass er durch einen zeitweiligen Kontrollverlust Häftlinge geschlagen hat. Schulz wurde im Kriegsverbrechergefängnis Landsberg inhaftiert und im Dezember 1953 aus der Haft entlassen. Über seinen weiteren Lebensweg ist nichts bekannt.